# Zawisza Czarny
Zawisza Czarny ([zaˈvʲiʂa ˈt͡ʂarn̪ɨ] hay Zawisza Đen; k. năm 1379 – ngày 12 tháng 6 năm 1428), Phù hiệu áo giáp Sulima, là một Hiệp sĩ và Giới quý tộc Ba Lan phục vụ như một chỉ huy và nhà ngoại giao dưới thời vua Ba Lan Władysław II Jagiełło và vua Hungary-Bohemia Sigismund của Thánh chế La Mã. Thời gian còn sống, ông được xem là hình mẫu của Bộ quy tắc hiệp sĩ và nổi tiếng nhờ nhiều lần chiến thắng các giải đấu. Biệt danh của ông bắt nguồn từ màu tóc đen và các trang phục may đo phù hợp và áp giáp đen hiện vẫn được lưu giữ tại Tu viện Jasna Góra.